# Златія (Монтанська область)
Златі́я (болг. Златия) — село в Монтанській області Болгарії. Входить до складу общини Вилчедрим.

## Населення
За даними перепису населення 2011 року у селі проживали 870 осіб.
Національний склад населення села:
| Національність   | Кількість осіб | Відсоток |
| ---------------- | -------------- | -------- |
| болгари          | 854            | 99,1%    |
| цигани           | 3              | 0,3%     |
| Всього відповіли | 862            |          |

Розподіл населення за віком у 2011 році:
Динаміка населення: